# Linia kolejowa nr 519
Linia kolejowa nr 519 – zelektryfikowana, pierwszorzędna, jednotorowa linia kolejowa łącząca rozjazd nr 606 z rozjazdem nr 603 w stacji Białystok.